# Mandinia
Mandinia (griechisch Μαντίνεια (f. sg.)) ist einer der Gemeindebezirke der Gemeinde Tripoli im Hochland von Arkadien auf dem Peloponnes in Griechenland. Von 1997 bis 2010 war Mandinia eine eigenständige Gemeinde, die nach der antiken Stadt Mantineia auf dem Gemeindegebiet benannt war. Der Verwaltungssitz der Gemeinde Nestani war zugleich die größte Ansiedlung, sie beherbergt knapp 500 Einwohner.